# Бігінеєво
Бігіне́єво (рос. Бигинеево, башк. Бигәнәй) — присілок у складі Татишлинського району Башкортостану, Росія. Входить до складу Нижньобалтачевської сільської ради.
Населення — 205 осіб (2010; 198 у 2002).
Національний склад:
- удмурти — 95 %